# Beginnings (album de Slade)
Beginnings a fost primul album al trupei engleze de muzică rock, Slade (sub numele de Ambrose Slade). A fost lansat pe 9 mai 1969 dar nu a intrat în topuri. A fost lansat sub numele de Ballzy în SUA. 

## Tracklist
1. "Genesis" (Holder/Lea/Hill/Powell) (3:17)
2. "Everybody's Next One" (John Kay, Gabriel Mekler) (2:47)
3. "Knocking Nails into My House" (Jeff Lynne) (2:25)
4. "Roach Daddy" (Holder/Lea/Hill/Powell) (3:05)
5. "Ain't Got No Heart" (Frank Zappa) (2:38)
6. "Pity The Mother" (Holder/Lea) (3:59)
7. "Mad Dog Cole" (Holder/Lea/Hill/Powell) (2:43)
8. "Fly Me High" (Justin Hayward) (2:57)
9. "If This World Were Mine" (Marvin Gaye) (3:18)
10. "Martha My Dear" (Lennon/McCartney) (2:20)
11. "Born to Be Wild" (Mars Bonfire) (3:25)
12. "Journey to the Center of the Mind" (Ted Nugent/Steve Farmer) (2:56)

## Single
- "Genesis" (1969)

## Componență
- Noddy Holder - voce, chitară ritmică
- Dave Hill - chitară solo
- Jim Lea - chitară bas
- Don Powell - baterie